# Розе, Николай Владимирович
Никола́й Влади́мирович Ро́зе (21 июля 1890, С.-Петербург — 12 апреля 1942 года, Ленинград) — русский советский учёный в области механики, гидрологии, геомагнитологии. Исследователь Севера. Контр-адмирал. Педагог высшей школы. Репрессирован.

## Биография
Родился в семье страхового агента Владимира Александровича Розе и учительницы музыки Анны Юльевны Розе (в девичестве Эльстер).
Окончил Санкт-Петербургский университет (1912).
С 1912 по 1917 год работал в Главной геофизической обсерватории, занимался обобщением данных климатологических наблюдений в Архангельске в XIX — начале XX веков.
В 1917—1921 годах участник Северной гидрографической экспедиции, вёл научные исследования в Карском и Баренцевом морях.
Преподавал теоретическую механику и физику на технических факультетах Военно-морской академии РККА, Петроградского (с 1924 года — Ленинградского) государственного университета и в Военно-морском гидрографическом училище (1921—1942), на кафедре теоретической механики Ленинградского института точной механики и оптики (1937—1941). Директор Бюро генеральной магнитной съёмки СССР (1925—1937).
В 1929 году возглавил вновь созданную кафедру аналитической механики, заведующий кафедрой магнитометрии в 1932—1942. В 1932 году назначен первым директором Центрального Института Земного Магнетизма и атмосферного электричества АН СССР. Организовал и успешно провёл генеральную геомагнитную съёмку СССР, послужившую основой для построения магнитных карт нашей страны
В 1935 году присвоена учёная степень доктора физико-математических наук по разделу прикладной физики (геофизика) без защиты диссертации. В том же году был утверждён в звании профессора.
Декан математико-механического факультета ЛГУ (1942)
Зимой 1942 года вместе с математиками А. М. Журавским, Н. С. Кошляковым и физиком В. С. Игнатовским был арестован в блокадном Ленинграде по ложному обвинению в «шпионско-вредительской деятельности» и принадлежности к «Союзу старой русской интеллигенции». Скончался во время следствия.
Реабилитирован в 1954 году.

## Оценки современников
«Это был блестяще образованный человек, свободно владеющий немецким, английским, французским и латинским языками. Он не был разговорчив, его лекции были суховаты, но его эрудиция и культура невольно бросались в глаза и, конечно, влияли на нас. На одном семинаре студент Тараховский (погиб на фронте) рассказывал о работе Чаплыгина, у которого была лаконичная фраза: „После несложных преобразований получим…“. Розе спросил Тараховского, сколько страниц он затратил, чтобы расшифровать слова Чаплыгина. Когда Тараховский назвал число страниц сплошных преобразований, Розе удовлетворенно заметил, что в свое время у него это заняло почти столько же места».

## Личная жизнь
Дочь — Татьяна.

Два сына — Георгий и Николай от первого и второго брака погибли на фронте в Великую Отечественную войну.
Два сына от третьего брака — Сергей и Евгений.

## Память
В честь Розе назван ряд географических объектов
- ледник острова Новая Земля (1921),
- остров близ Новой Земли (в начале 1920-х гг.),
- мыс архипелага Земля Франца-Иосифа (1932).